# Neidan

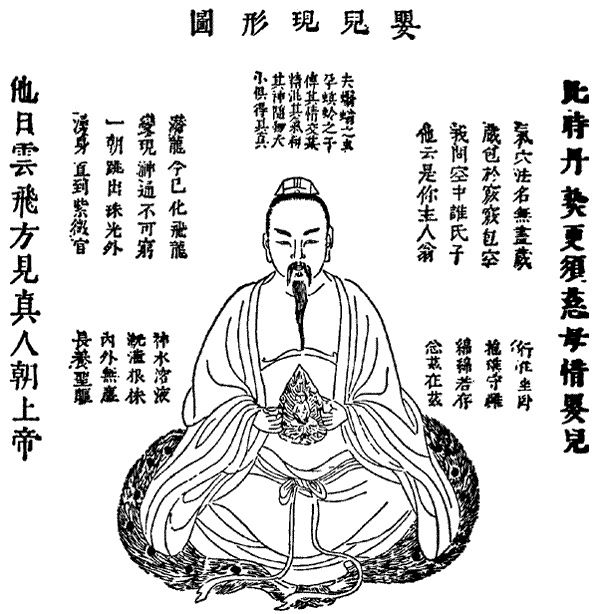
Utveckling av det odödliga embryot i den nedre dantianen av den Daoistiska kultivaren.

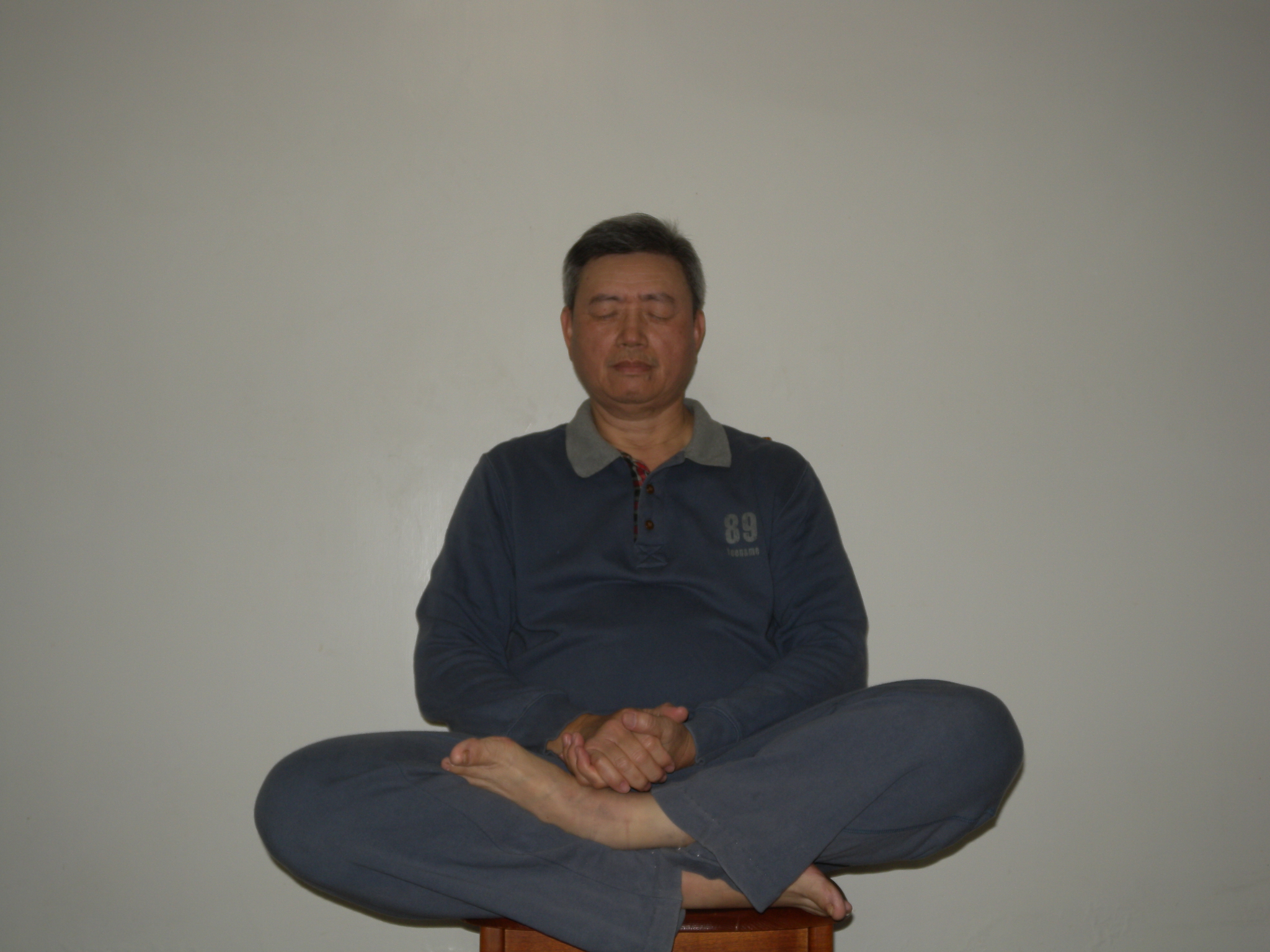
Öva Neidan

Neidan (內丹术, andlig alkemi, inre alkemi). Den kinesiska alkemin är en del av daoismen och är uppdelad i inre (Neidan) och yttre (Waidan, 外丹术) alkemi. Neidan praktiseras genom visualisering, meditation, övningar för andning och kroppsställningar. 
Inom Neidan transformerar och kultiverar man de resurser som redan finns i kroppen, främst de kroppssubstanser som kallas de ”tre skatterna”;  livsessansen (Jing), energin (Ch’i) och anden (Shen). De tre skatterna utgör själva livet (Kohn, 1956) och är lokaliserade i kroppen och kan påverkas och stärkas i praktiserandet av Neidan. Även balansen mellan yin och yang är essentiell i strävan inom Neidan. Kroppen ses som ett laboratorium där olika processer utförs för att som mål uppnå odödlighet i samman smältningen med Dao.
Denna inre alkemin har ibland misstolkats som ett rent poetiskt och naturfilosofiskt förhållningssätt. Men den är även ett sätt att omstrukturera sitt inre och frigöra sig från den dominerande ordning man är inskriven. Den är starkt magisk, vetenskaplig, demokratisk och politiskt revolutionär” (Granqvist, 2000) 
Synen på identiteten som en roll skapad i ett system kan jämföras med den i postmodern feministisk teori. Även dess syn på frigörelse och möjligheten till att återförverkliga sig själv samt metoderna att destabilisera och dekonstruera språket och diskursen som upprätthåller rådande ordning återfinns inom både den postmoderna feminismen och Neidan (Meek, 2005 ) Neidan löser upp knutar och krossar barriärer genom ett särskilt språkbruk som syftar till att bryta invanda mönster och rutinmässigt tänkande. (Robinet 1989) 
Denna syn på identiteten känns även igen i moderna, västerländska metoder inom terapi och självhjälps industrin, såsom mindfulness, kognitiv beteendeterapi och självdesign.